# Frabosa Sottana
Frabosa Sottana est une commune de la province de Coni dans le Piémont en Italie.

## Sports
La frazione Prato Nevoso a été plusieurs fois une étape d'arrivée pour le Tour d'Italie :
- 1996 (31 mai): 13e étape (vainqueur : Pavel Tonkov)
- 2000 (1er juin): 18e étape (vainqueur : Stefano Garzelli)

Le 20 juillet 2008, Prato Nevoso est l'étape d'arrivée de la 15e étape du Tour de France 2008 partie d'Embrun (Hautes-Alpes).

## Administration
| Période                                  | Période  | Identité        | Étiquette    | Qualité |
| ---------------------------------------- | -------- | --------------- | ------------ | ------- |
| 14 juin 2004                             | En cours | Pietro Blengini | Lista Civica |         |
| Les données manquantes sont à compléter. |          |                 |              |         |

### Hameaux
Alma, Artesina, Gosi, Miroglio, Pianvignale, Prato Nevoso, Riosecco

### Communes limitrophes
Frabosa Soprana, Magliano Alpi, Monastero di Vasco, Roccaforte Mondovì, Villanova Mondovì

### Évolution démographique
Habitants recensés